# Santa Maria de Fulleda
Santa Maria de Fulleda és una obra del municipi de Fulleda (Garrigues) protegida com a bé cultural d'interès local.

## Descripció
Es tracta d'una església parroquial situada al centre del nucli urbà. És de planta basilical d'una sola nau amb capelles laterals i coberta amb volta de canó lleugerament apuntada; els murs i la volta estan fets de grans carreus ben escairats. A la zona de l'absis té un cos superior i just abans, trobem el campanar d'espadanya, decorat amb tres esteles funeràries.
Avui l'entrada és per la zona dels peus, tot i que és una reforma posterior; es tracta d'un portal flanquejat per dues pilastres que sostenen un entaulament. Ha estat datada el 1739, té un parament murari diferent, de la mateixa manera que el tipus d'ornaments (petit timpà, formes arrodonides del frontó...). El temple inicial està datat cap a finals del segle xiii i és romànic. Posteriorment fou modificat, entre els segles xviii i xix, amb afegits barrocs i neoclàssics.
La porta de la construcció romànica actualment està tapiada, està al lateral dret, prop d'una espitllera, també cega avui, que coincideix amb una capella interior. És d'arquivoltes llises, protegides i sostingudes per capitells i pilastres. No hi ha decoració escultòrica.
El paviment és de lloses de pedra. Arribant al presbiteri, trobem la porta de la sagristia, on hi ha la data de 1847; probablement correspon a una ampliació de la zona del presbiteri. Aquesta zona és pavimentada amb pedra i rajola.

## Història
No conservem cap referència antiga de l'església. Sabem que fou sufragània de la parròquia de l'Espluga Calba. El setembre de 1190, Ermengol i la seva esposa Caterina, cediren el monestir de Poblet per quinze sous barcelonesos al terme de Fulleda. Al s. XV tant l'església de l'Espluga Calba com aquesta depenien de l'arquebisbat de Tarragona. El 1772 esdevingué vicaria perpètua. Segons un inventari de 1933, la capçalera actual fou bastida el 1847.
Fou pintada el 27 de setembre de 1947 per Pere Martí, veí de l'Espluga de Francolí, amb sanefes, imitació de marbre i altres motius del seu moment. En una recent restauració es repicà la pedra de la part més antiga, deixant únicament policromada la zona de l'altar.